# 1988-as bajnokcsapatok Európa-kupája-döntő
Az 1988-as bajnokcsapatok Európa-kupája-döntőben, a BEK 33. döntőjében a holland PSV Eindhoven, és a portugál Benfica mérkőzött Stuttgartban. A mérkőzésen sem a rendes játékidőben, sem a hosszabbításban nem esett gól, végül tizenegyesekkel nyert az Eindhoven.
Az holland csapat részt vehetett az 1988-as UEFA-szuperkupa döntőjében.

## A mérkőzés
| 1988. május 25. |

| PSV Eindhoven                                | 0–0 (h. u.) | Benfica                              |
| -------------------------------------------- | ----------- | ------------------------------------ |
|                                              |             |                                      |
| Büntetőpárbaj                                |             |                                      |
| Koeman Kieft Nielsen Vanenburg Lerby Janssen | 6–5         | Elzo Dito Hajry Pacheco Mozer Veloso |

| Neckarstadion, Stuttgart Nézőszám: 70 000 Játékvezető: Luigi Agnolin (olasz) |

| PSV Eindhoven | Benfica |

| PSV EINDHOVEN: |    |                      |  |        |
|                |    |                      |  |        |
| GK             | 1  | Hans van Breukelen   |  |        |
| DF             | 2  | Eric Gerets          |  |        |
| DF             | 3  | Ivan Nielsen         |  |        |
| DF             | 4  | Ronald Koeman        |  |        |
| DF             | 5  | Jan Heintze          |  |        |
| MF             | 6  | Søren Lerby          |  |        |
| MF             | 7  | Berry van Aerle      |  |        |
| MF             | 8  | Gerald Vanenburg     |  |        |
| MF             | 9  | Edward Linskens      |  |        |
| FW             | 10 | Wim Kieft            |  |        |
| FW             | 11 | Hans Gillhaus        |  | 105+2' |
| Cserék:        |    |                      |  |        |
| DF             | 12 | Adick Koot           |  |        |
| FW             | 13 | Eric Viscaal         |  |        |
| GK             | 14 | Patrick Lodewijks    |  |        |
| MF             | 15 | Willy van de Kerkhof |  |        |
| MF             | 16 | Anton Janssen        |  | 105+2' |
| Vezetőedző:    |    |                      |  |        |
| Guus Hiddink   |    |                      |  |        |

| BENFICA:    |    |                  |  |      |
|             |    |                  |  |      |
| GK          | 1  | Silvino          |  |      |
| DF          | 2  | António Veloso   |  |      |
| DF          | 3  | Dito             |  |      |
| DF          | 4  | Álvaro Magalhães |  |      |
| DF          | 5  | Carlos Mozer     |  |      |
| MF          | 6  | Elzo             |  |      |
| MF          | 7  | Chiquinho Carlos |  |      |
| MF          | 8  | António Pacheco  |  |      |
| MF          | 9  | Rui Águas        |  | 57'  |
| FW          | 10 | Shéu             |  |      |
| FW          | 11 | Mats Magnusson   |  | 111' |
| Cserék:     |    |                  |  |      |
| GK          | 12 | Manuel Bento     |  |      |
| FW          | 13 | Radouane Hajry   |  | 111' |
| DF          | 14 | Samuel           |  |      |
| MF          | 15 | Adelino Nunes    |  |      |
| FW          | 16 | Wando            |  | 57'  |
| Vezetőedző: |    |                  |  |      |
| Toni        |    |                  |  |      |

| Az 1987–88-as bajnokcsapatok Európa-kupájának győztese |
| PSV Eindhoven 1. cím                                   |
| ← 1986–87 FC Porto                                     |
| AC Milan 1988–89 →                                     |